# 张三寨镇
张三寨镇，是中华人民共和国河南省新乡市长垣市下辖的一个乡镇级行政单位。

## 行政区划
张三寨镇下辖以下地区：
张东村、张北村、张西村、张南村、临河村、新寨村、马安和村、崔安和村、陈安和村、虎头寨村、皮东村、肖官桥村、草坡村、横堤村、李官桥村、焦官桥村、小屋村、河道村、官桥营村、韩寨村、西角城村、张卜寨村、大东村、大西村、大前村、皮北村、皮西村和皮前村。